# Justin Pogge
Justin Pogge, född 22 april 1986 i Fort McMurray, Alberta, är en kanadensisk ishockeymålvakt som spelar för Kölner Haie i DEL.
Pogge spelade i Western Hockey League (WHL) med Prince George Cougars innan han värvades av Calgary Hitmen under sista transferdagen säsongen 2004–2005. Efter sin rookiesäsong med Cougars blev han draftad i den tredje rundan, som 90:e spelare totalt av Toronto Maple Leafs i NHL Entry Draft 2004. Han skrev därefter på ett treårigt kontrakt med Leafs den 19 december 2005. Pogge spelade för Hitmen under säsongen 2005–2006 och tilldelades Four Broncos Memorial Trophy som årets spelare samt årets målvakt i CHL och WHL.
Pogge inledde sin professionella karriär under säsongen 2006–2007 med Maple Leafs AHL-lag Toronto Marlies. Hans debutsäsong resulterade i 19 segrar och 3,03 i GAA och han blev även utsedd till säsongens spelare av lagets fans. Säsongen efter, den 21 december 2008, blev Pogge uppkallad av Toronto och gjorde sin första NHL-match dagen efter mot Atlanta Thrashers vilken Toronto vann med 6-2. Den 27 januari 2009 förlorade han sin första NHL-förlust då laget förlorade mot Minnesota Wild med 6-1.
Den 10 augusti 2009 trejdades Pogge till Anaheim Ducks för ett villkorligt draftval i 2011 års draftomgång. Den 3 mars 2010 trejdades han till Carolina Hurricanes som en del av en uppgörelse som skickade Aaron Ward till Anaheim. Den 27 juli 2011 skrev Pogge på ett ettårskontrakt med Phoenix Coyotes, men han spelade för deras AHL-lag Portland Pirates.
Den 18 juli 2012 meddelade italienska Ritten Sport att klubben skrivit ett ettårskontrakt med Pogge. Inför säsongen 2013/2014 meddelade allsvenska BIK Karlskoga att Pogge ersatte deras tidigare målvakt Joel Gistedt. Pogge stod i alla förutom en av grundseriematcherna i Hockeyallsvenskan och landade på en räddningsprocent på 92,1. I slutet på april 2014 presenterades Pogge, tillsammans med Daniel Gunnarsson och Shawn Lalonde, som nyförvärv till Färjestad BK på en presskonferens.